# دالی‌قایه
دالی‌قایه (به لاتین: Dalıqaya) یک منطقه مسکونی در جمهوری آذربایجان است که در شهرستان قوبا واقع شده است. دالی‌قایه ۱۶۳ نفر جمعیت دارد.